# Margy Keefe
Margy Keefe (1985) es una deportista estadounidense que compitió en natación, en la modalidad de aguas abiertas. Ganó una medalla de plata en el Campeonato Mundial de Natación de 2005, en la prueba de 5 km.

## Palmarés internacional
| Campeonato Mundial | Campeonato Mundial | Campeonato Mundial | Campeonato Mundial |
| Año                | Lugar              | Medalla            | Prueba             |
| ------------------ | ------------------ | ------------------ | ------------------ |
| 2005               | Montreal (Canadá)  | Medalla de plata   | 5 km               |